# 冨永ボンド アートレディオ
『冨永ボンド アートレディオ』（とみながボンド アートレディオ）は、2018年4月2日から2020年3月23日までRKB毎日放送（RKBラジオ）で放送されているトーク番組。

## 概要
木工用ボンドを用いて作品を制作するアーティストである冨永が、多彩なゲストとリスナーをトークで"接着"していく番組。

## 放送時間
- 月曜日 21:30 - 21:45（JST。2019年4月2日 - 2020年3月23日）

### 過去の放送時間
- 月曜日 20:15 - 20:30（JST。2018年4月2日 - 2019年3月25日）

## パーソナリティ
- 冨永ボンド（芸術家）

## スポンサー
- 吉源工務店
- 三洋ペイント